# Anammox

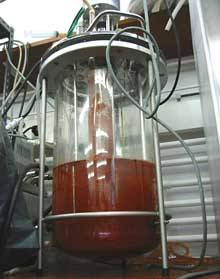
Cultura de enriquecimento da bactéria Kuenenia stuttgartiensis, Radboud University Nijmegen.

Anammox, abreviação para ANaerobic AMMonium OXidation (oxidação anaeróbia da amônia) é um processo microbial do ciclo do nitrogênio de importância global. A bactéria que media esse processo foi identificada em 1999, sendo naquele tempo uma grande surpresa para a comunidade científica mundial. Ele acontece em muitos ambientes naturais, sendo o nome também uma marca registrada para a tecnologia de remoção de amônia desenvolvida pela Universidade Técnica de Delft.